# Michail Iwanowitsch Koslowski

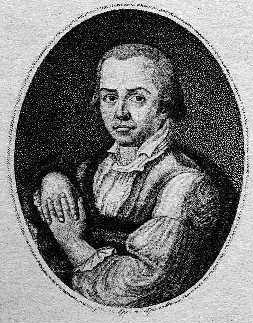
Michail Iwanowitsch Koslowski

Michail Iwanowitsch Koslowski (russisch Михаил Иванович Козловский; * 26. Oktoberjul. / 6. November 1753greg. in St. Petersburg; † 18. Septemberjul. / 30. September 1802greg. ebenda) war ein russischer Bildhauer und Hochschullehrer.

## Leben
Koslowski, Sohn eines Trompeters der russischen Galeerenflotte, studierte an der St. Petersburger Akademie der Künste. Seine wichtigsten Lehrer waren der Bildhauer Nicolas-François Gillet und der Maler Anton Pawlowitsch Lossenko. Nach dem Abschluss des Studiums 1772 wurde er von der Akademie zum weiteren Studium mit einem Auslandsstipendium nach Rom (1774–1779) und Paris (1779–1780) geschickt.
1782 kehrte Koslowski mit der Skulptur Jupiter und Ganymed nach St. Petersburg zurück, wo ihn die Akademie zum Anwärter auf die Mitgliedschaft ernannte. 1788–1797 war er wieder in Paris, um die Stipendiaten der St. Petersburger Akademie zu betreuen. 1794 wurde er Mitglied der Akademie und Professor. Ab 1794 leitete er die Skulpturenklasse. Zu seinen Schülern gehörten Stepan Stepanowitsch Pimenow und Wassili Iwanowitsch Demut-Malinowski. Nach Koslowski Tod wurde die Skulpturenklasse von Iwan Prokofjewitsch Prokofjew übernommen.
Koslowski wurde in St. Petersburg auf dem Smolensker Friedhof begraben. 1931 wurde er auf den Lazarus-Friedhof am Alexander-Newski-Kloster umgebettet.

## Werke

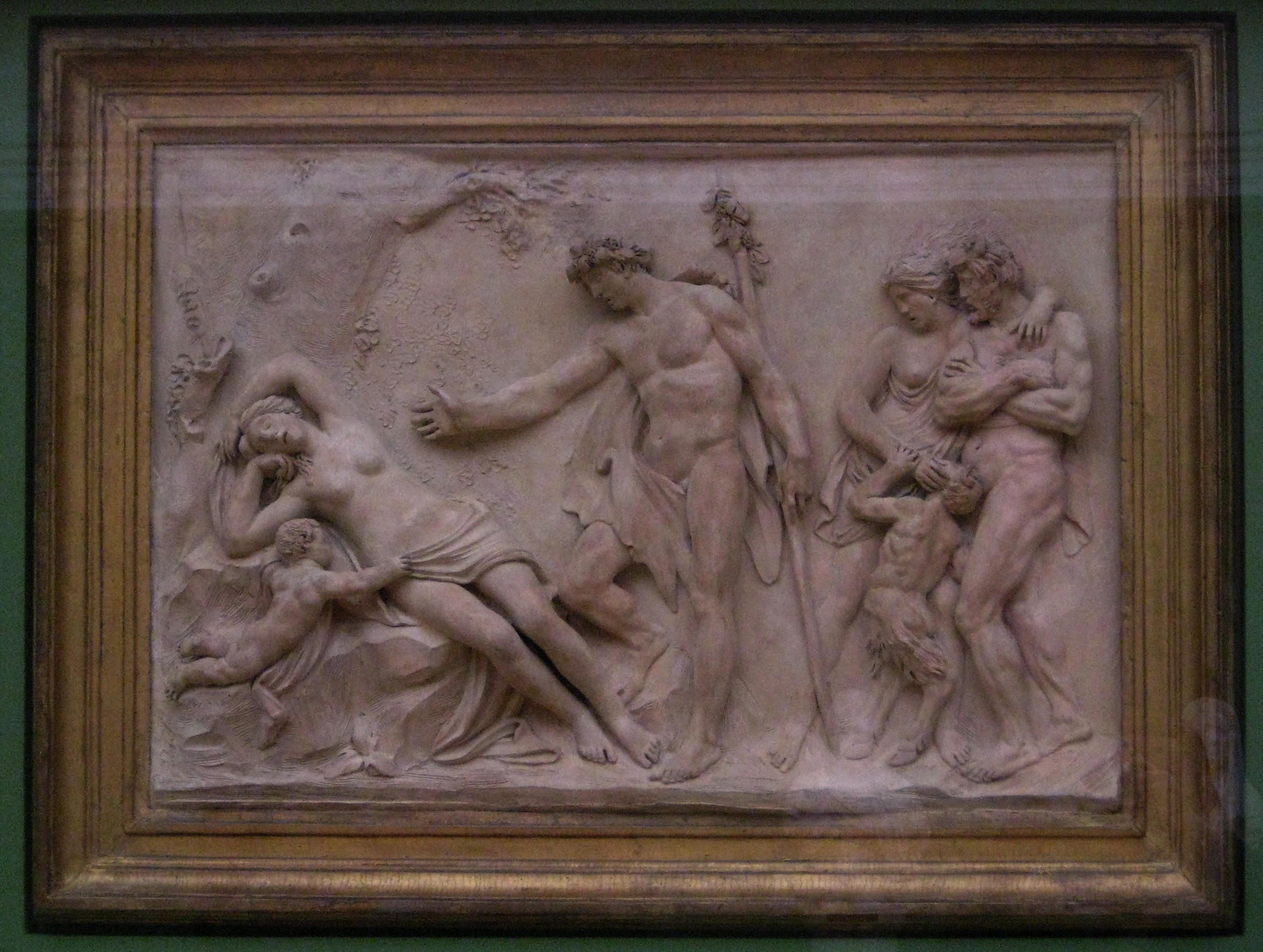
Bacchus findet die schlafende Ariadne auf Naxos (1780), Tretjakow-Galerie
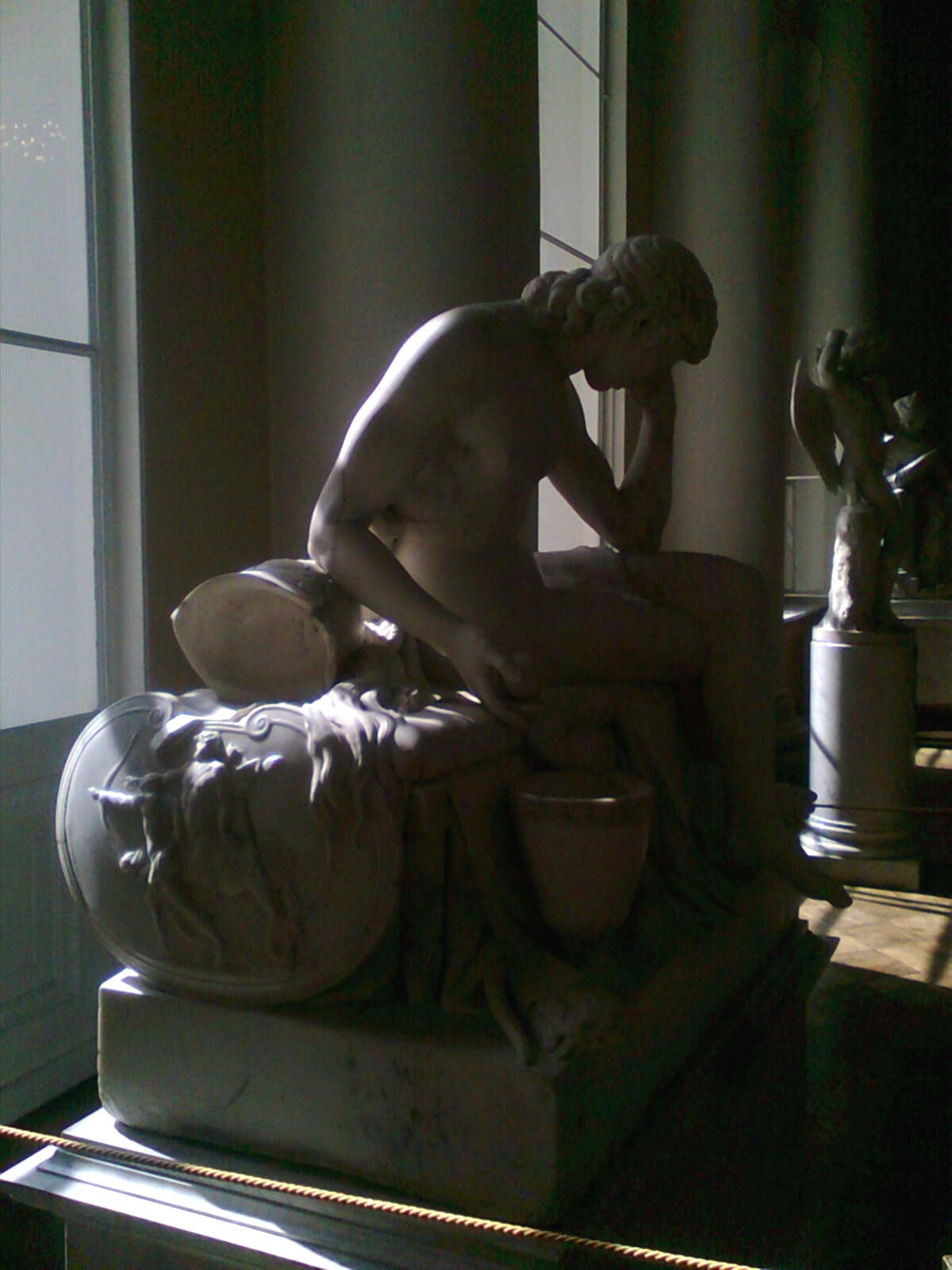
Alexander des Großen Nachtwache (1780er Jahre), Russisches Museum
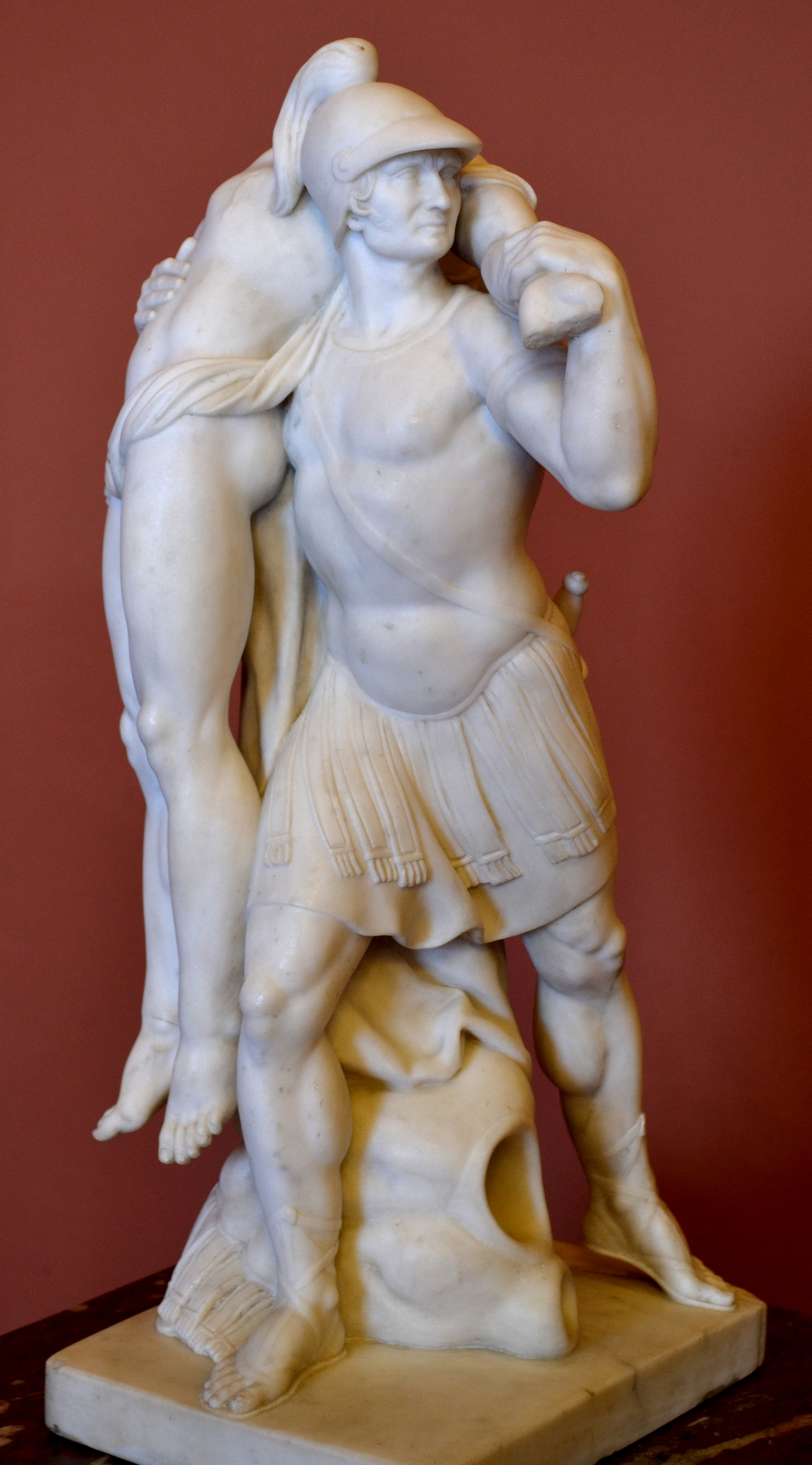
Ajax verteidigt die Leiche des Patroklos, Russisches Museum
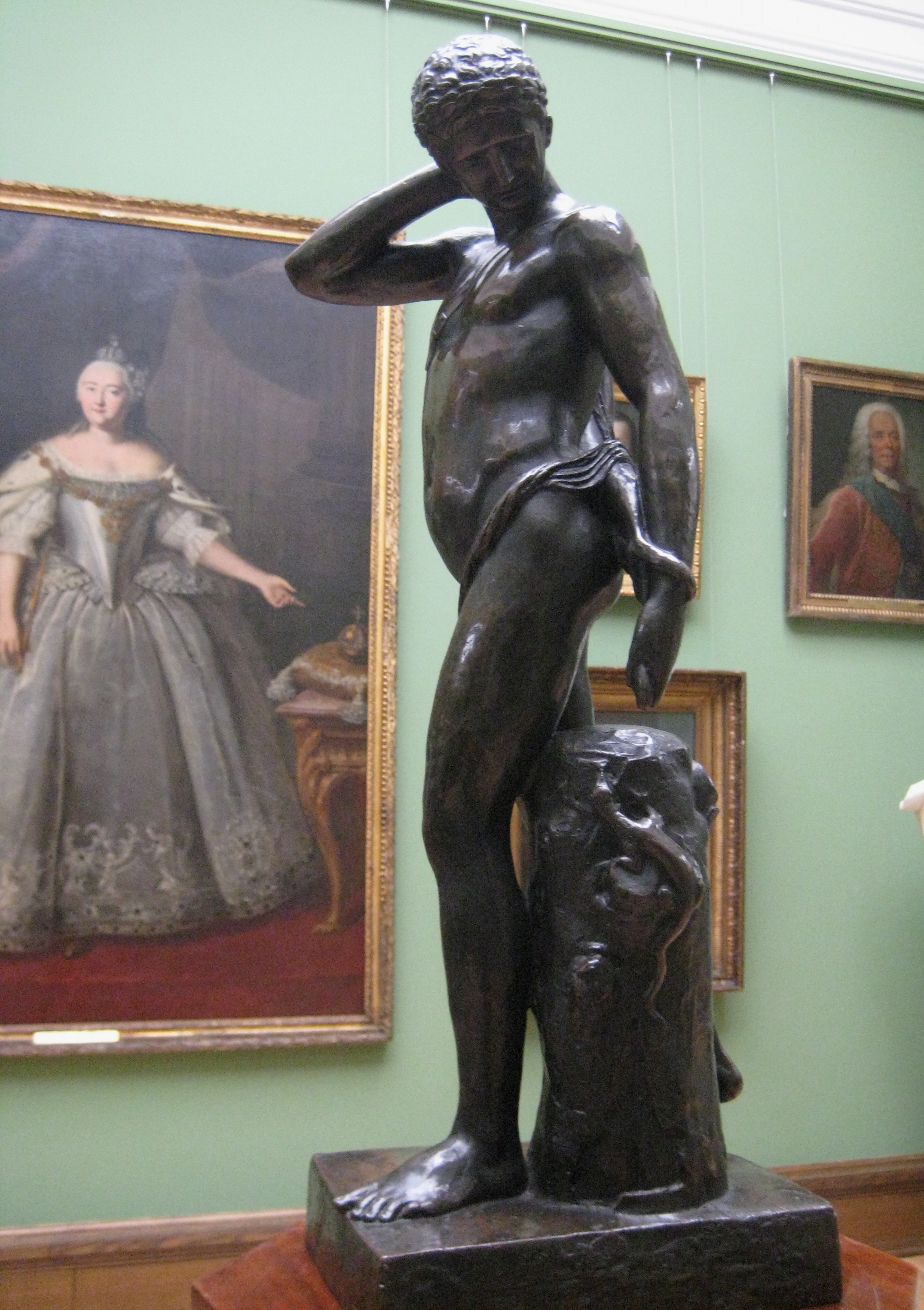
Schäfer mit Hasen  (1789), Tretjakow-Galerie
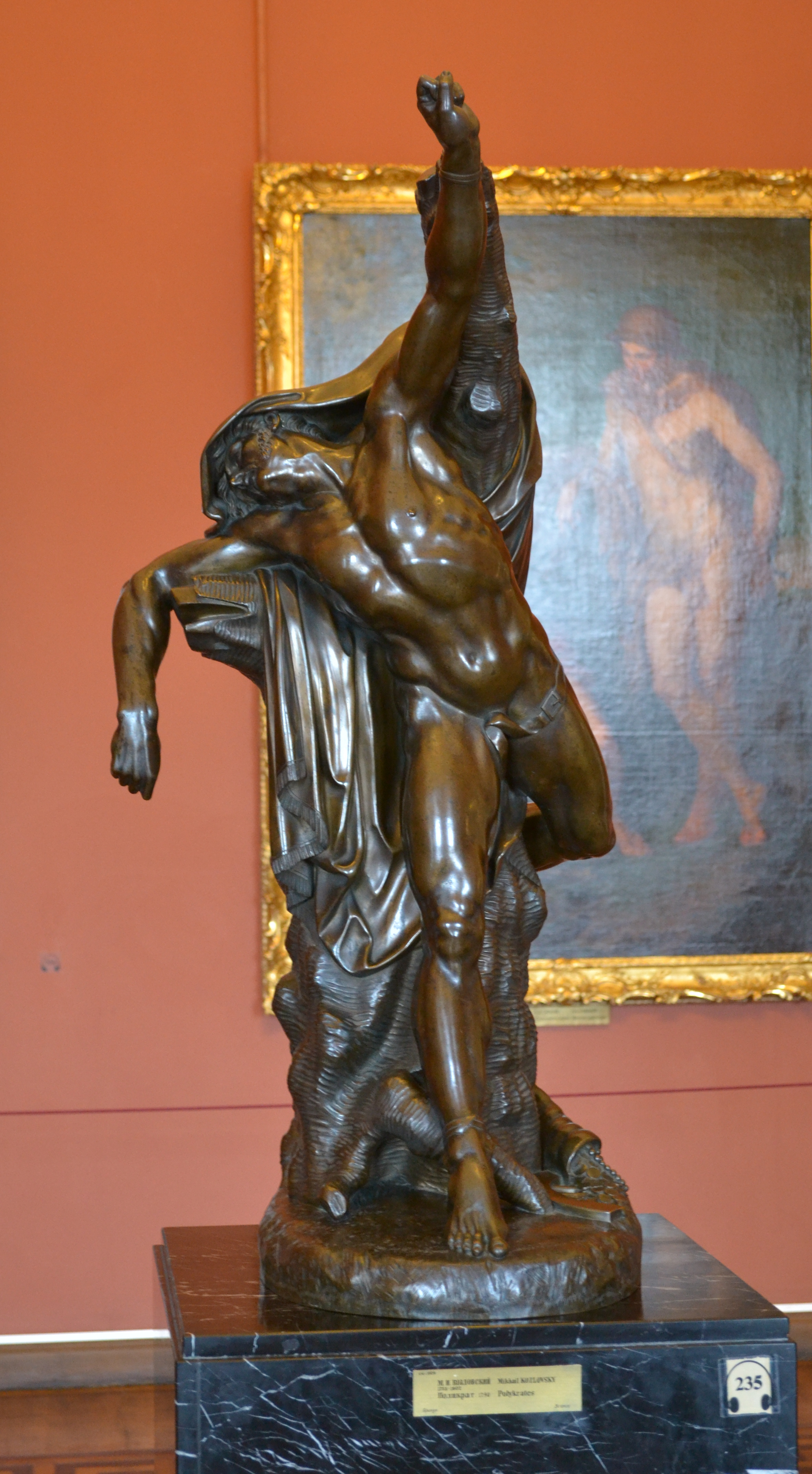
Polykrates (1790), Russisches Museum
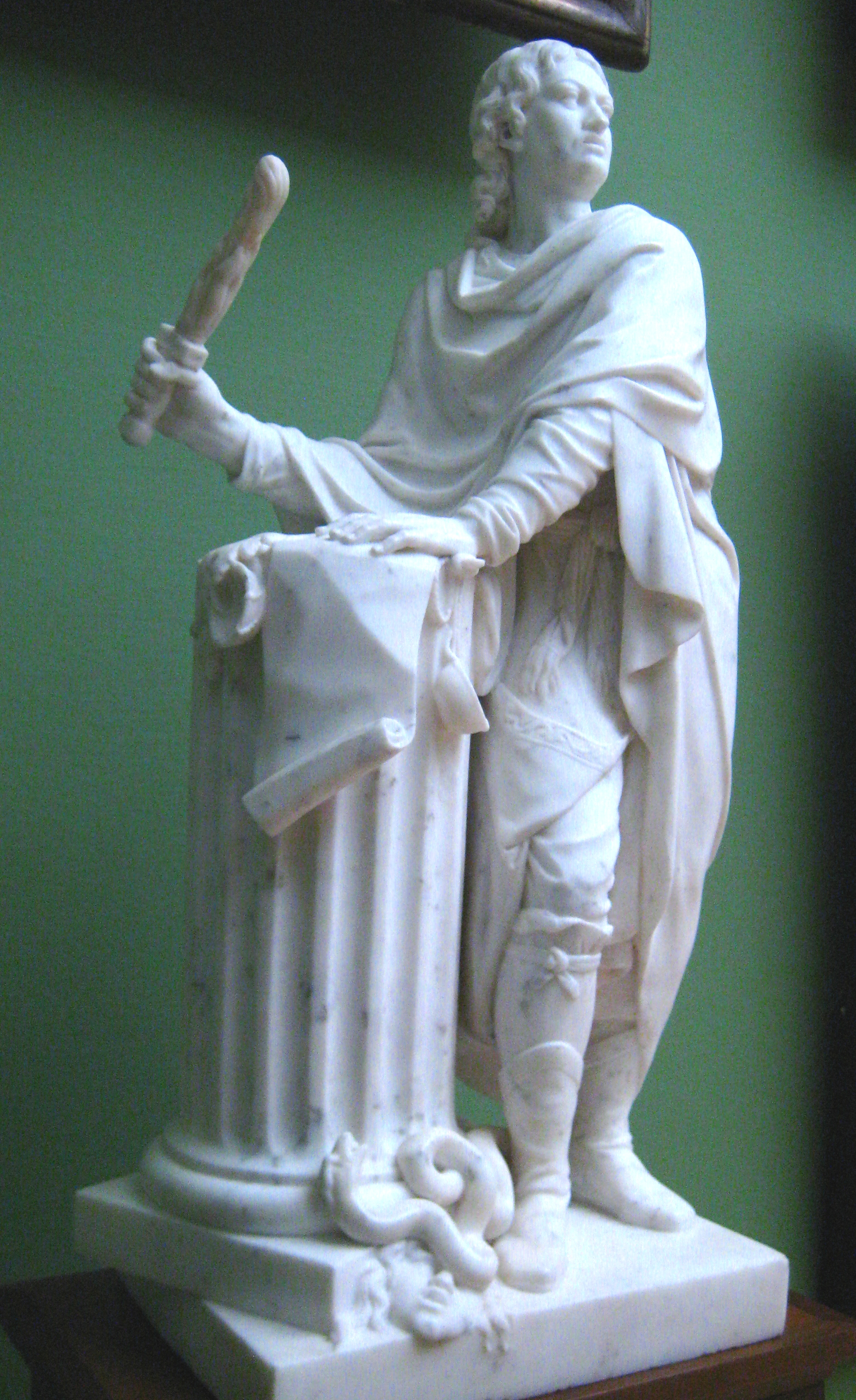
Jakow Fjodorowitsch Dolgorukow verbrennt den Ukas des Zaren (1796), Tretjakow-Galerie
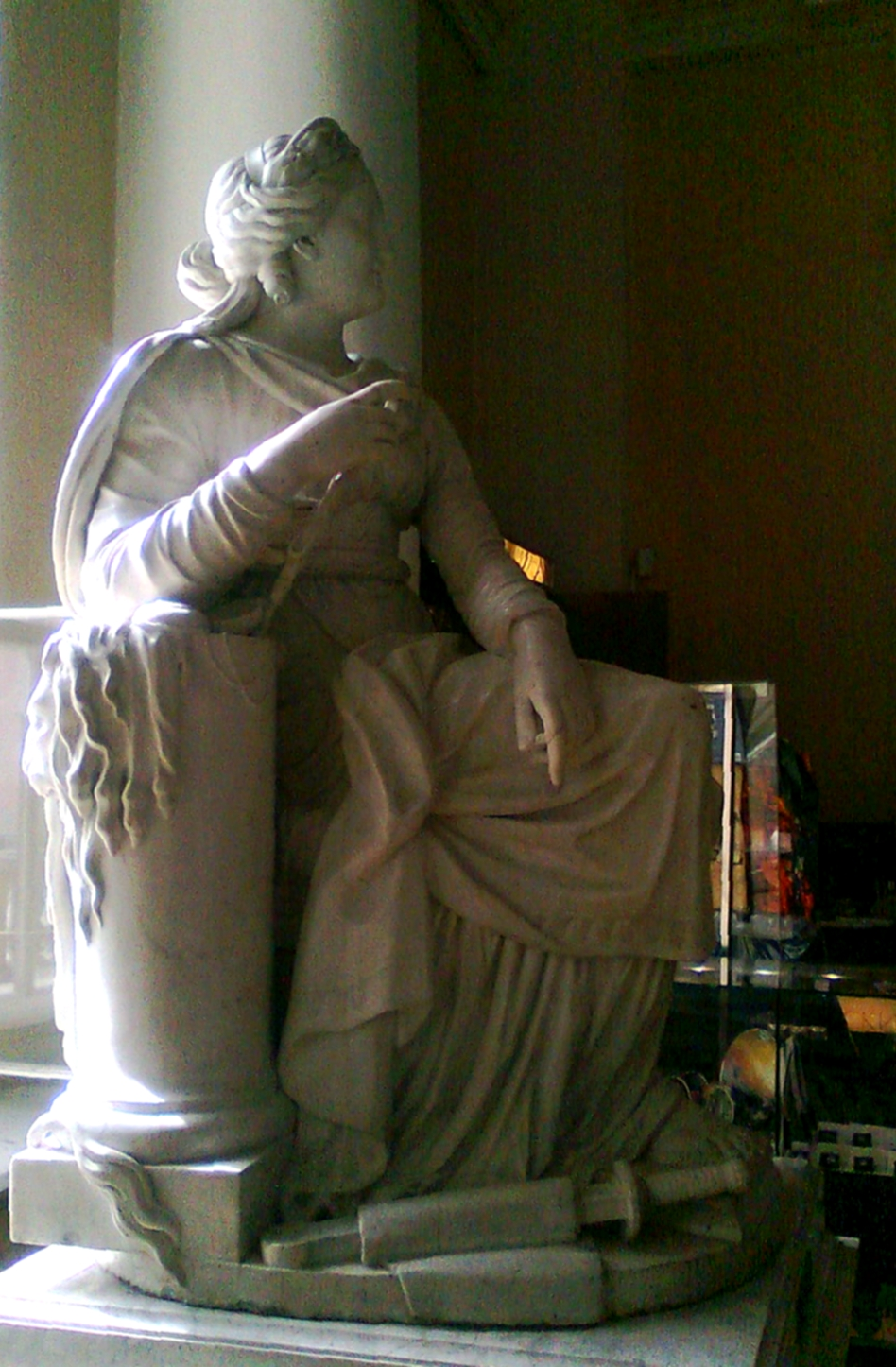
Katharina II. als Themis (1796), Russisches Museum
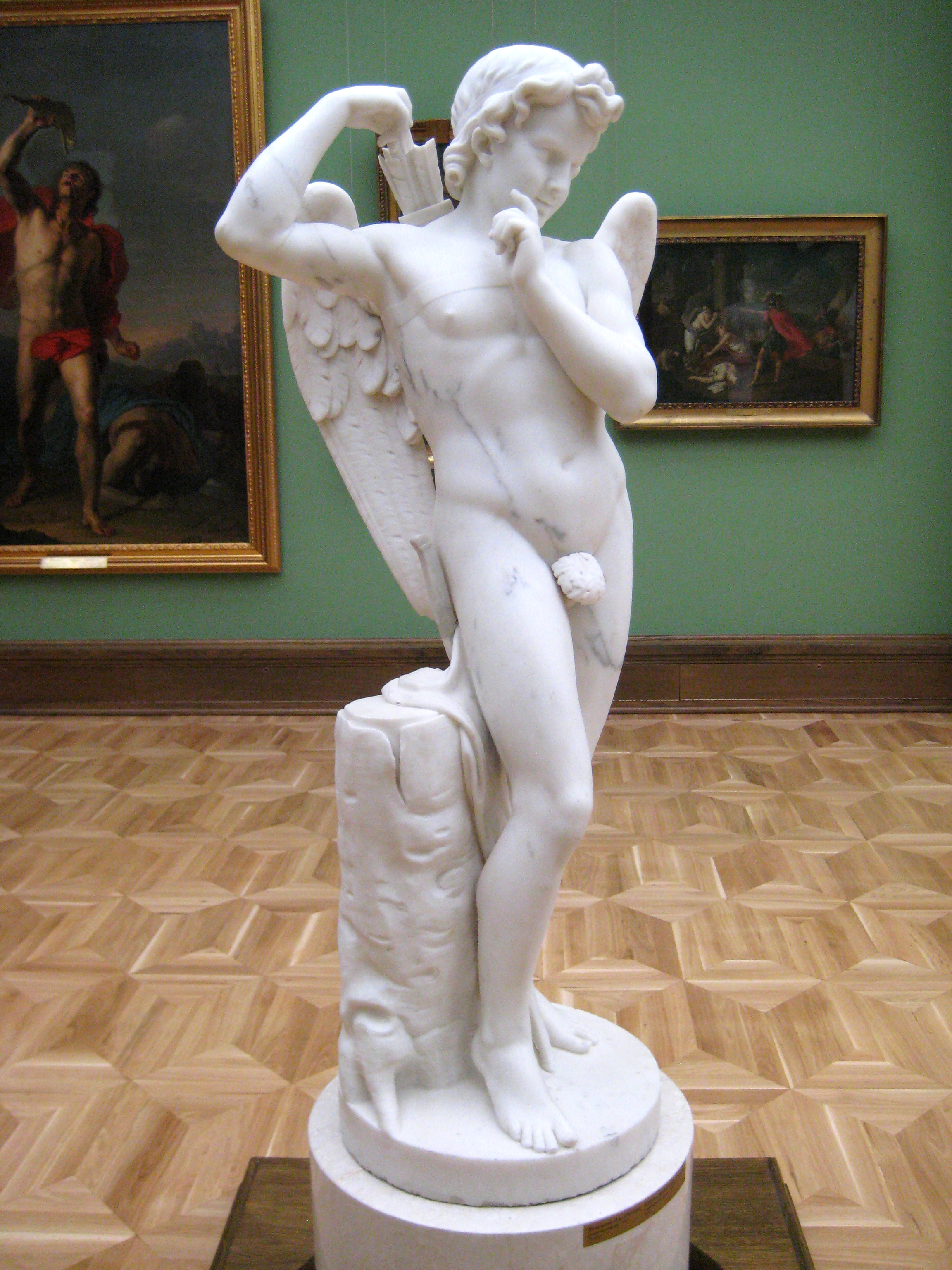
Amor mit dem Pfeil (1797), Tretjakow-Galerie
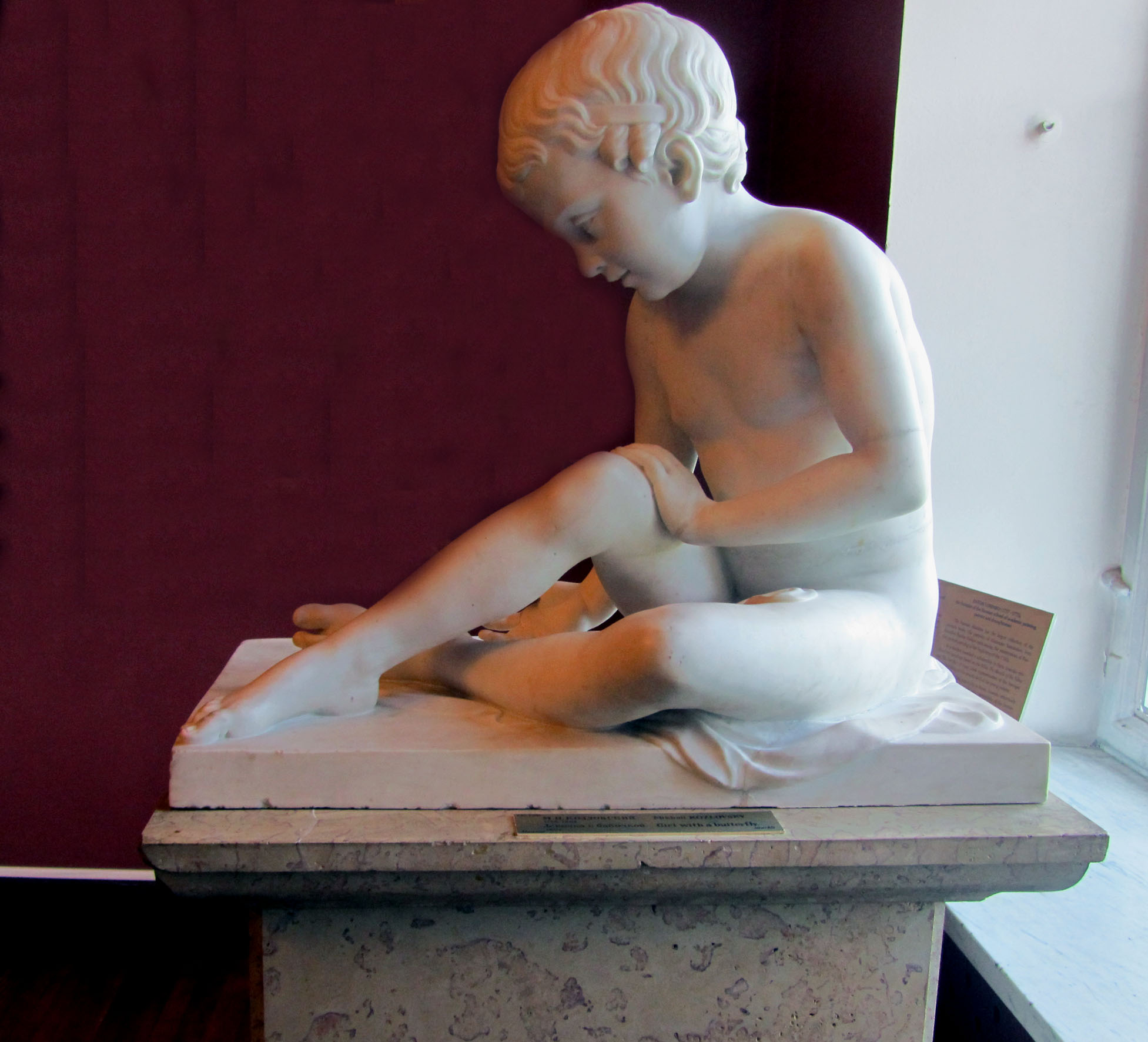
Mädchen mit Schmetterling (1801), Russisches Museum
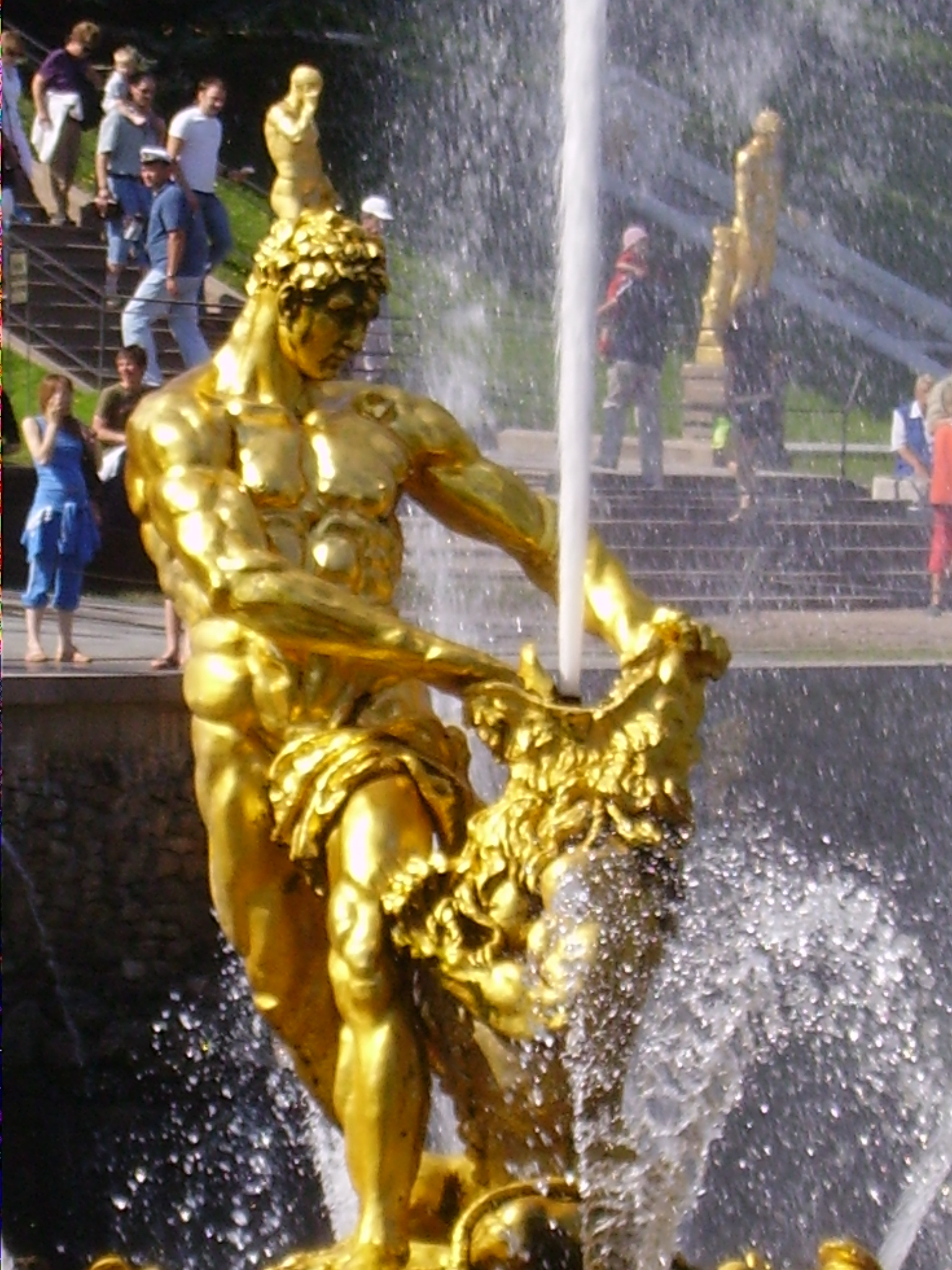
Samson bändigt den schwedischen Löwen (1801), Zentralbrunnen am Fuß der Großen Kaskade vor dem Großen Palast, Schloss Peterhof
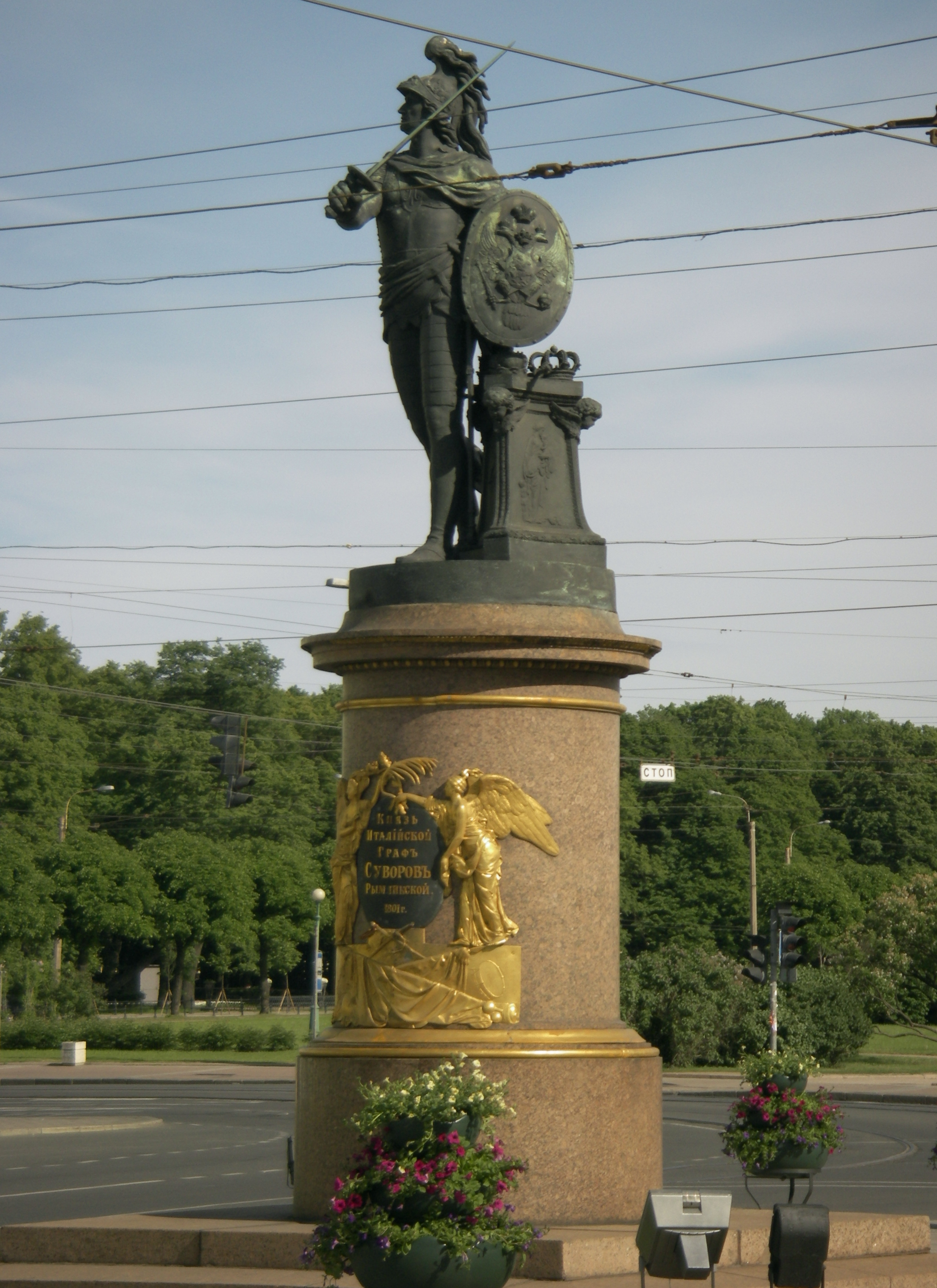
Suworow-Denkmal (1801, Gießer W. P. Jekimow), Suworow-Platz, St. Petersburg
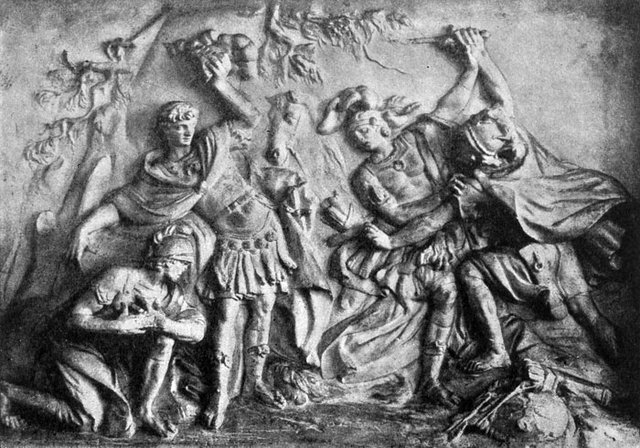
Isjaslaw II. auf dem Schlachtfeld